# Taconische orogenese
De Taconische orogenese (Engels: Taconic orogeny) was een fase van gebergtevorming aan de zuidelijke rand van het paleocontinent Laurentia, tegenwoordig de oostkust van Noord-Amerika. Deze fase vond plaats in het Ordovicium, van ongeveer 480 tot 435 miljoen jaar geleden.

## Plaattektonische aanleiding
In het Cambrium was Laurentia, dat ongeveer overeenkomt met de landmassa van het tegenwoordige Noord-Amerika, omgeven door oceanen. In het oosten en zuiden lag de Iapetusoceaan. In deze oceaan ontwikkelde zich tijdens het vroege Cambrium een subductiezone waar oceanische korst zuidoostwaarts onder andere oceanische korst subduceerde. Boven deze subductiezone ontstond door vulkanisme een eilandboog (de Taconische boog), die langzaam richting het noordwesten bewoog. De oceaan ten zuidoosten van de boog wordt ter onderscheiding wel de Merrimackoceaan genoemd. In het Ordovicium werd de boog op Laurentia gedrukt, wat de Taconische orogenese veroorzaakte.

## Relatie met andere orogeneses
De Taconische orogenese is in gesteenten uit de Noord-Amerikaanse Appalachen (vooral in New England) te herkennen als een aparte fase. De ouderdom van deze fase is door radiometrische datering van metamorfe mineralen bepaald. Op de Taconische fase volgden in de Appalachen de Salinische fase (420 tot 405 miljoen jaar geleden) en de Acadische orogenese (390 tot 355 miljoen jaar geleden).
Geologen aan beide kanten van de Atlantische Oceaan gebruiken hun eigen namen voor oude fasen van gebergtevorming, hoewel deze oceaan in het Paleozoïcum nog niet bestond. In gebieden die verder naar het noordwesten langs de rand van Laurentia lagen, zoals Schotland, Groenland en Noorwegen, wordt de Taconische fase niet altijd duidelijk herkend.
De Salinische fase in Noord-Amerika is gelijktijdig met de Scandische fase van de Caledonische orogenese in Europa, die het gevolg was van de continentale collisie tussen Laurentia en Baltica. Sommige auteurs hebben Ordovicische fases van deformatie juist wel met tektonische fases in Noorwegen in verband gebracht.